# Troglostygnopsis
Troglostygnopsis is een geslacht van hooiwagens uit de familie Stygnopsidae.
De wetenschappelijke naam Troglostygnopsis is voor het eerst geldig gepubliceerd door Silhavý in 1974. 

## Soorten
Troglostygnopsis omvat de volgende 2 soorten:
- Troglostygnopsis anophthalma
- Troglostygnopsis inops